# Janusz Kupcewicz
Janusz Bogdan Kupcewicz (Gdańsk, 9 december 1955 – 4 juli 2022) was een profvoetballer uit Polen. Hij speelde als verdediger en middenvelder, en sloot zijn carrière in 1989 af bij Adanaspor in Turkije.

## Interlandcarrière
Kupcewicz kwam in totaal twintig keer (vijf doelpunten) uit voor de nationale ploeg van Polen in de periode 1976-1983. Hij maakte zijn debuut op 24 maart 1976 in de vriendschappelijke thuiswedstrijd tegen Argentinië (1-2), net als Stanisław Burzyński, Jan Benigier, Zbigniew Boniek en Paweł Janas. Hij viel in dat duel na 64 minuten in voor collega-debutant Boniek. Zijn twintigste en laatste interland speelde hij op 22 mei 1983 in de EK-kwalificatiewedstrijd tegen Sovjet-Unie (1-1). Kupcewicz nam met Polen tweemaal deel aan de WK-eindronde: 1978 en 1982.
| Interlanddoelpunten | Interlanddoelpunten | Interlanddoelpunten | Interlanddoelpunten | Interlanddoelpunten | Interlanddoelpunten | Interlanddoelpunten | Interlanddoelpunten |
| #                   | Datum               | Locatie             | Wedstrijd           | Goal(s)             | Score               | Uitslag             | Wedstrijd           |
| ------------------- | ------------------- | ------------------- | ------------------- | ------------------- | ------------------- | ------------------- | ------------------- |
| 1                   | 22/11/1980          | Krakau              | Polen – Algerije    | 9'                  | 1 – 0               | 5 – 1               | Oefenduel           |
| 2                   | 10/07/1982          | Alicante            | Polen – Frankrijk   | 46'                 | 3 – 1               | 3 – 2               | WK-troostfinale     |
| 3                   | 31/08/1982          | Parijs              | Frankrijk – Polen   | 61'                 | 0 – 2               | 0 – 4               | Oefenduel           |
| 4                   | 31/08/1982          | Parijs              | Frankrijk – Polen   | 62'                 | 0 – 3               | 0 – 4               | Oefenduel           |
| 5                   | 08/09/1982          | Kuopio              | Finland – Polen     | 72'                 | 0 – 3               | 2 – 3               | EK-kwalificatie     |

## Erelijst
Arka Gdynia
- Pools bekerwinnaar

1979
 Lech Poznań
- Pools landskampioen

1983